# Lake Corangamite
Lake Corangamite är en sjö i Australien. Den ligger i delstaten Victoria, omkring 140 kilometer väster om delstatshuvudstaden Melbourne. Lake Corangamite ligger 113 meter över havet. Arean är 216 kvadratkilometer. Den sträcker sig 30,6 kilometer i nord-sydlig riktning, och 18,1 kilometer i öst-västlig riktning.
Trakten runt Lake Corangamite består till största delen av jordbruksmark. Runt Lake Corangamite är det mycket glesbefolkat, med 4 invånare per kvadratkilometer. Genomsnittlig årsnederbörd är 1 165 millimeter. Den regnigaste månaden är juni, med i genomsnitt 167 mm nederbörd, och den torraste är februari, med 32 mm nederbörd.